# Signalisation ferroviaire hongroise

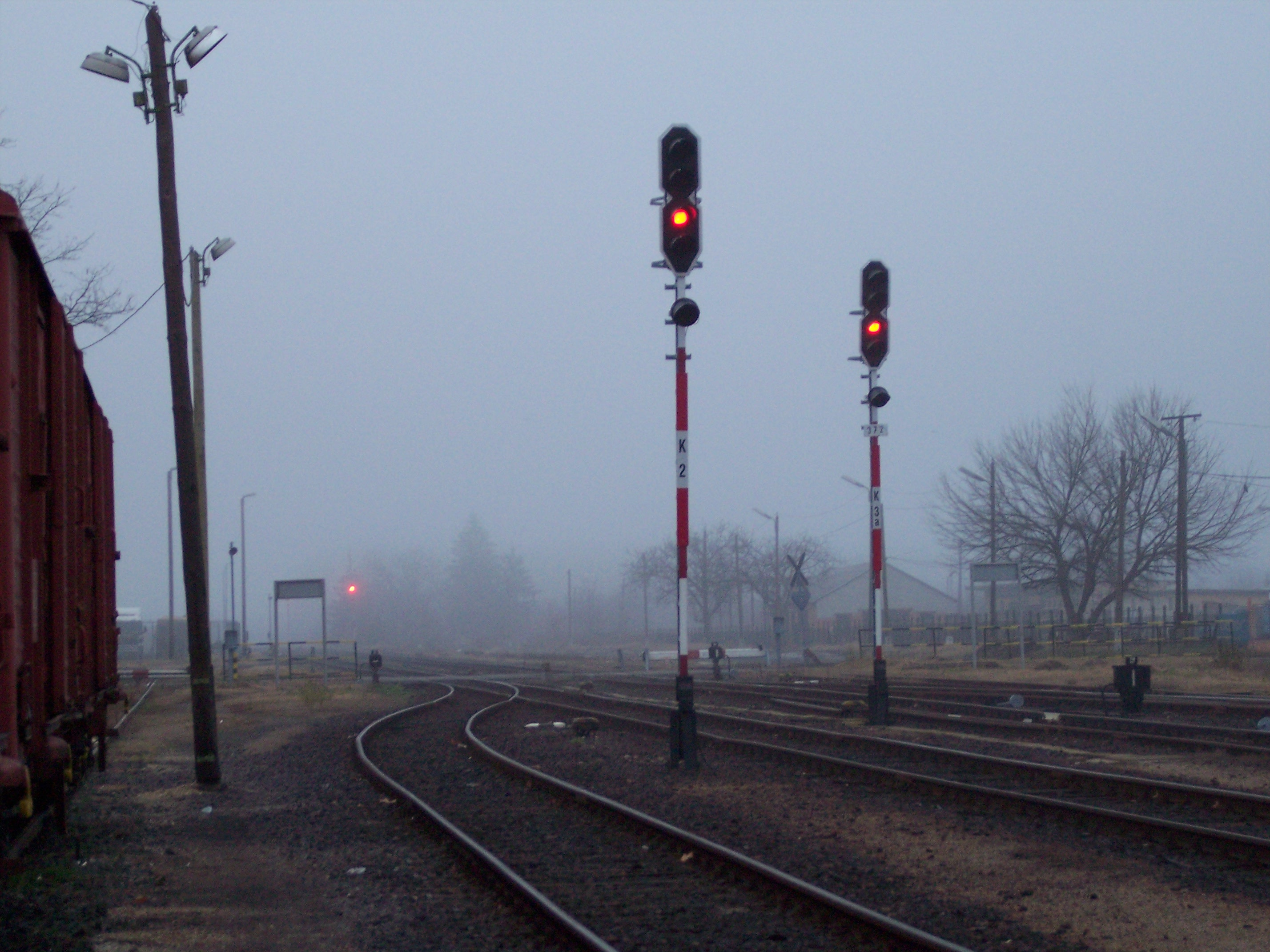
Exemple : deux signaux principaux à l'indication arrêt.

Les chemins de fer d'État hongrois (MÁV) ont mis en place un système de signaux avec indications de vitesse entre 1962 et 1967, conforme au standard de l'OSJD. Les signaux d'arrêt et les signaux annonceurs du type « sécurisé » donnent des indications de vitesse.

## Plaques d'identification
Il existe plusieurs genres de signaux, mécaniques ou lumineux : les signaux principaux, les signaux avancés, les signaux de cantonnement et les signaux de manœuvre.
Le genre du signal est déterminé par la couleur de la plaque d'identification.
| Signal de cantonnement | Signal principal | Signal principal non sécurisé | Signal principal avec signal de manœuvre | Signal avancé ou répétiteur | Signal avancé ou répétiteur non sécurisé | Signal de manœuvre | Signal de manœuvre non sécurisé |
| ---------------------- | ---------------- | ----------------------------- | ---------------------------------------- | --------------------------- | ---------------------------------------- | ------------------ | ------------------------------- |
|                        |                  |                               |                                          |                             |                                          |                    |                                 |

« Non sécurisé » signifie que le signal n'est pas protégé par des enclenchements.

## Indications des signaux
Les indications pouvant être données font partie de l'intervalle allant de 0 à 160 km/h :
- La vitesse autorisée sur la voie
- La vitesse réduite de 120, 80 ou 40 km/h
- La vitesse zéro signifiant l'arrêt

### Indications des signaux lumineux sécurisés d'entrée, de sortie, de couverture ou de cantonnement
Les aspects permettant le passage indiquent la vitesse à laquelle la tête du train peut approcher le signal, mais aussi à quelle vitesse il peut continuer sa marche sur les aiguillages en aval du signal, et finalement à quelle vitesse il peut approcher le signal suivant.
Les images  et  utilisés dans les schémas réfèrent à un clignotement respectivement lent ou rapide.
Comme dans les autres signalisations de l'OSJD, les signaux combinés principal + annonceur ont deux parties :
1. celle du bas, dont les indications concernent le signal en question ;
2. celle du haut, qui concerne l'état du signal suivant.

1. Aspects d'un signal franchissable à la vitesse-plafond de la ligne :
| Vitesse annoncée | Vitesse annoncée | Vitesse annoncée | Vitesse annoncée | Vitesse annoncée |
| ---------------- | ---------------- | ---------------- | ---------------- | ---------------- |
| Vmax             | 120              | 80               | 40               | 0                |
|                  |                  |                  |                  |                  |

2. Aspects d'un signal franchissable en voie déviée à une vitesse maximale de 120 km/h :
| Vitesse annoncée | Vitesse annoncée | Vitesse annoncée | Vitesse annoncée | Vitesse annoncée |
| ---------------- | ---------------- | ---------------- | ---------------- | ---------------- |
| Vmax             | 120              | 80               | 40               | 0                |
|                  |                  |                  |                  |                  |

3. Aspects d'un signal franchissable en voie déviée à une vitesse maximale de 80 km/h :
| Vitesse annoncée | Vitesse annoncée | Vitesse annoncée | Vitesse annoncée | Vitesse annoncée |
| ---------------- | ---------------- | ---------------- | ---------------- | ---------------- |
| Vmax             | 120              | 80               | 40               | 0                |
|                  |                  |                  |                  |                  |

4. Aspects d'un signal franchissable en voie déviée à une vitesse maximale de 40 km/h :
| Vitesse annoncée | Vitesse annoncée | Vitesse annoncée | Vitesse annoncée | Vitesse annoncée |
| ---------------- | ---------------- | ---------------- | ---------------- | ---------------- |
| Vmax             | 120              | 80               | 40               | 0                |
|                  |                  |                  |                  |                  |

5. D'autres indications
| 1 | 2 | 3 | 4 |
| - | - | - | - |
|   |   |   |   |

Explication :
1. Passage autorisé à une vitesse maximale de 20 km/h. Le conducteur doit être en mesure de s'arrêter avant le signal suivant qui est fermé. On utilise ce signal dans le cas où il y a moins de la moitié de la distance normale de freinage jusqu'au signal suivant.
2. Indication d'arrêt. Si elle est affichée sur un signal de cantonnement, le franchissement du signal est possible selon les modalités précisées dans le règlement.
3. Indication d'appel (équivalent au feu rouge clignotant en France). Le signal peut être franchi selon les modalités précisées dans le règlement à une vitesse maximale de 15 km/h, pour que le train puisse être arrêté avant le premier obstacle.
4. Fin de la marche à vue à 15 km/h.

### Indications des signaux répétiteurs
Les signaux répétiteurs sont utilisés quand le signal principal à visibilité réduite n'est pas visible depuis la distance prescrite ([V(km/h)*10]:3 ou min. 200 m). Le signal répétiteur ne donne pas d'indications de vitesse, mais informe seulement d'une indication permissive ou restrictive.
| 1 | 2 |
| - | - |
|   |   |

Explication:
1. Le signal principal donne une indication autorisant le passage.
2. Le signal principal donne une indication d'arrêt.

### Signaux régissant les marches en manœuvre
Les signaux utilisés pour le régime des manœuvres ne sont pas dans tous les cas installés sur un mât (hormis les signaux principaux avec indication de manœuvre). S'ils sont en si grand nombre que tous ces signaux sur mât dérangent la visibilité, alors ces signaux sont installés au sol à côté de la voie.
| 1 | 2 | 3 |
| - | - | - |
|   |   |   |

Explication :
1. Manœuvre autorisée. Dans le cas d'un signal lumineux combiné principal + manœuvre. Indication d'arrêt pour les marches normales.
2. Manœuvre autorisée.
3. Manœuvre interdite.